# Mycobacterium avium subspecies paratuberculosis
Mycobacterium avium subspecies paratuberculosis (MAP) je intracelulární patogen. Napadá v první řadě buňky imunitního systému. Vyskytuje se u všech savců včetně lidí, způsobuje fatální onemocnění, které lze draze a dlouhodobě léčit, ale nelze je zcela vyléčit. Paratuberkulóza má dlouhou inkubační dobu (3 roky), po kterou patogen nelze u nakažených spolehlivě detekovat. Endemický charakter (endemie) MAP znamená, že se vyskytuje trvale (po staletí) na rozsáhlých územích, jako je střední a jižní Evropa či velká část Ameriky. Jediný obydlený kontinent, jehož území je téměř prosté MAP, je Austrálie.

## Historie
První případ nákazy MAP byl popsán u skotu. Šíření a výskyt MAP je s hovězím dobytkem úzce svázán i dnes.
Dne 23. října 1894 v Olenburgu, což je region Německa, koupil farmář krávu. Ztrácela mléko, chudla, proto se domníval, že ho prodejce okradl, rozhodl se zavolat veterináře. Místní veterinář pan Frederick Harmes krávu prohlédl, konstatoval průjem a vyhublost; předpokládal, že má střevní tuberkulózu (viz Tuberkulóza). Provedl kožní alergický test bovinním tuberkulinem, ale ten vyšel negativně. Kráva uhynula následujícího jara a Dr. Harmes poslal střevo, žaludek a omentum na prohlídku do Společnosti veterinárních patologů v Drážďanech.
Zde tkáně prohlédnul Dr. H. A. Johne a lékaři z Patologické společnosti z Bostnu z Massachusetts, konkrétně Dr. L. Frothingham.
Popis nemoci v odborné literatuře vyvolal vlnu ohlasů, které ukázaly, jak široce je rozšířena. Na počest objevitele se paratuberkulóze říká v anglicky mluvících zemích Johne's disease.
Roku 1913 vědec jménem Dalziel poprvé napsal, že Crohnova nemoc u lidí je natolik klinicky podobná PTB u zvířat, že budou mít společného původce.
V roce 1939 došlo k fatální chybě, která zkoumání PTB na 30 let zkomplikovala. Nezávislá laboratoř na výzkum mykobakterií izolovala původce nemoci a nechala si ho zaregistrovat jako ATCC 12227, nazývaný také kmen 18 (K18). Tento kmen se stal základem mnoha dalších studií, byl považován za původce nemoci až do roku 1968, kdy bylo dokázáno, že se jedná o kontaminaci; ve skutečnosti je K18 M. avium serovar 2. Tato chyba zmařila podstatnou část výzkumů PTB.
Problémy s diagnostikou přetrvávaly i v 70. letech minulého století. Teprve ve chvíli, kdy se začalo po laboratořích striktně vyžadovat, aby zveřejnily specificitu a senzitivitu testů (validita laboratorního testu), se diagnostika zpřesnila.
V roce 1983 bylo uspořádáno první setkání specialistů na PTB (The International Colloquium on Research in Paratuberculosis), které pomohlo sjednotit postupy proti této nemoci.
Roku 1989 byla objevena vložená sekvence DNA, která je pro původce nemoci typická, nazvala se IS 900 (insert sequence). To umožnilo zlepšit diagnostiku, zavést nové metody přímého průkazu původce.
Roku 1990 práce Dr. Marie-Francois Thorelové a jejích kolegů, kteří popsali biochemické testy a numerickou taxonomii jako diferenciální diagnostiku subtypů mycobacterium avium, vedly k označení původce nemoci za Mycobacterium avium subspecies paratuberculosis.
Vědecké kruhy převzaly nové názvosloví a název MAP je od té doby jediný správný.

## Taxonomie
Mycobacterium avium subspecies paratuberculosis patří mezi mycobacterie, konkrétně do (MAC). Jedná se o nepočetnou skupinu netuberkulózních mykobakterií.
Mycobacterium avium se dělí na poddruhy (subspecies), které vyvolávají onemocnění převážně dýchacích cest a zažívacího traktu.
1. Mycobacterium avium subspecies avium. Trvalým zdrojem infekce jsou volně žijící ptáci, u některých hejn se vyskytuje ve vysokém procentu. U domácí drůbeže se vyskytuje pouze u hejn s výběhem (velkochovy v halách nakazit nelze), nejčastěji starších dvou let, u kterých neprobíhá turnusové naskladňování a vyskladňování (mají kontinuální provoz). Od drůbeže se nejčastěji infikují domácí prasata (u velkochovů je infekce vyloučena), od prasat se nakazí člověk. Tuberkulóza lidí způsobená touto bakterií napadá často kosti, probíhá velice dlouho, úporně, po vyléčení zanechá celoživotní následky na skeletu pacienta. Tento způsob přenosu je typický pro ekofarmáře, kteří na dvoře chovají slepice i prasata, vejce a maso prodávají na trzích.
Samotné nakažení člověka přímo z vajec nakažených nosnic (chovaných mimo haly s výběhem) je také možné, ovšem méně časté.
Nakažení člověka od volně žijících ptáků je zcela okrajové.
2. Mycobacterium avium subspecies hominisuis. Způsobuje onemocnění člověka i prasat, je v prostředí trvale přítomna. Značné komplikace způsobuje u lidí s imunosupresí, konkrétně u pacientů AIDS, kde se vyskytuje jako jedna z prvních komplikací v podobě diseminových ložisek nemoci jako atypická pneumonie.
Výskyt atypických pneumonií v populaci stoupá, jsou typické pro pacienty v pokročilém věku či pacienty oslabené jinými nemocemi.
3. Mycobacterium avium subspecies paratuberculosis. Způsobuje paratuberkulózu. Trvalým zdrojem infekce je lesní zvěř a pasoucí se dobytek, v prostředí přežívá dále než dva roky, zdroji infekce bývají mokřady či napajedla se stojatou vodou. Lidé se nejčastěji nakazí pitím čerstvého mléka, pojídáním nepasterovaných sýrů či tepelně neopracovaným masem. V první řadě je poškozen imunitní systém, až poté zažívací orgány a to hltanem počínaje a konečníkem konče.
4. Mycobacterium avium-intracellulare. Způsobuje chronické plicní onemocnění u lidí, patřící mezi atypické pneumonie. Léčba je zdlouhavá, nejistá, u pacientů s poruchami imunity často neúspěšná.

## Morfologie
MAP je grampozitivní bakterie tyčinkovitého tvaru. Gram pozitivní znamená, že se barví dle Grama modře. Bakteriální stěna je složena z tlusté voskovité vrstvy lipidů a polysacharidů. Zatímco mnoho mykobacterií produkuje glykolipidy, které umožňují jejich serotypizaci (sérotyp), MAP to nedělá. Voskovitá charakteristika stěny ztěžuje imunitnímu systému patogen rozeznat, po dlouhé období se pro něj stává „neviditelným“. Stejně tak je neviditelná po základním obarvení dle Grama (stěna odpuzuje činidla).
Chceme-li ji v mikroskopu zachytit, musí se obarvit acidoresistentním barvivem například dle Ziehl-Neelsena, zde se barví červeně stejně jako všechny mykobakterie. Nejčastější obrázek MAP je poroto červený, ačkoli se jedná o g+ bakterii.
Tyčinka má shodnou velikost s nejčastějším saprofytem střev, bakterií Escherichia coli.
Vyjádřeno v mikrometrech je to 0,5x1,5 mikronů.
Při průkazu MAP pomocí kultivace (živná půda) je třeba vědět, že trvá dlouho, většinou déle než 3 měsíce.
Ideální médium, které zamezí růstu jiných bakterií kromě MAP, je kultura z vaječných žloutků dle Harolda (Harold’s egg yolk medium = HEYM), musí obsahovat Mycobactin mycobactin.
Další z používaných agarů je Lowenstein-Jensen (LJ), do něj se přidává kromě mycobactinu i koktejl antibiotik jako je polymyxin B, amphotericin B, carbenicilin, plus sulfonamid trimetoprim na potlačení růstu kontaminačních kultur.
Používají se i média typická pro izoloci mycobacterium tuberculosis jako je MB7H11, s přídavkem mykobaktinu a antibiotik.

## Genom K10
Celý genom MAP byl přečten na kmenu K10 (izolován v polovině 70. let). Má 4 829 781 bp (páry nukleotidů = base pairs) .
MAP má v genomu vysoké procento guaninu a cytosinu (69%).
Přečtením celého genomu bylo odhaleno dalších 362 sekvencí, které lze použít při diagnostice bakterie.
Kompletní sekvence genomu MAP kmen K10 je zveřejněna národním centrem pro biotechnologické informace (National Center for Biotechnology Information = NCBI) na GenBank pod číslem (accession number) AE016958. To umožňuje laboratořím po celém světě napojit se na databázi, načíst ji a pomocí ní identifikovat MAP.
Instituce NCBI je součástí americké národní knihovny pro medicínu (United States National Library of Medicine), která je složkou nádorního institutu zdraví (National Institutes of Health), který spravuje federální ministerstvo zdravotnictví (United States Department of Health and Human Services). Vědecká databáze je tak uložena v těch nejlepších rukou.
Pro průkaz MAP ve vzorcích se používají sekvence DNA typické pro tuto bakterii, nikdy se nečte větší část genomu. Ze stovek specifických sekvencí je dobré vyjmenovat alespoň 3, které se nejčastěji používají pro diagnostiku v laboratořích.
Sekvence F 57, která obsahuje 620bp, 59%CG a je to jediná kopie v MAP genomu.
ISMAP02 patří mezi vložené sekvence (IS), je jí v genomu 6 kopií, má 1674bp. Velká část sekvence (80%) je podobná s jinými mycobacteriemi, což může způsobovat nespecifické reakce.
IS900 má 1451bp, má specifické umístění (open reading frame), což ji činí nezaměnitelnou. Laboratorní testy nikdy neprokazují celou IS 900, ale jen její malou část (například sekvenci IS1, která má jen 155 nukleotidů), dochází k chybám při průkazu (testy nemají specificitu 100%, ale jen 98-99%).

## Přímá detekce MAP
Za přímý průkaz MAP se dnes považuje jakýkoli průkaz DNA pomocí PCR (Polymerase chain reaction). MAPDT (MAP detection tests) se provádí z trusu, mléka, tkání, krve či kultivačních kultur. Lze testovat i potraviny jako je mléko a výrobky z něj jako jsou sýry, smetana atd., maso a jeho výrobky. U tohoto průkazu však nezjistíme, zda se jedná o infekční materiál, tedy o živé MAP či o inaktivované například pasterací. Nikdy se neprokazuje celá DNA, dokonce ani celá vložená sekvence se neprokazuje, většinou se dokazují jen malé útržky DNA. Takovýto průkaz je zcela automatizovaný, počítačově zpracovaný.
PCR IS900 PCR testy pracující s původními sekvencemi IS900 se dnes používají zřídka, mají velice nízkou specificitu (hodně výsledku vyjde falešně pozitivních). Je to způsobeno značnou podobností s dalšími mycobacteriemi MAC .
Testování dvou sekvencí v reálném čase se považuje za zesílenou kontrolu (internal amplification control = IAC) a ve světových laboratořích se běžně používá. Patří sem Real time PCR (qPCR) kde se současně prokazuje sekvence MAP F57 (specifická) a sekvence ISMav2 (nespecifická). Přítomny musí být obě, jinak je reakce negativní (MAP se neprokáže).
U průkazu MAP se používají tyto přímé průkazy částí DNA:
Restriction fragment length polymorphism (RFLP) je levná a široce používaná. Jedná se o první metodu k určování detekce MAP, kterou si mohly dovolit běžné laboratoře.
K určení sekvence nukleotidů se použije restriction enzym, který rozezná patřičný úsek DNA a rozdělí ho (restriction digest). Vzniknou fragmenty DNA (restriction fragment), které se následně rozdělí podle délky v gelové elektroforéze. Fragmenty se čtou pomocí fluorescenčního barviva a vytváří se mapa genů, respektive se hledá specifická sekvence genů. Pokud zkoumáme například sekvenci IS900 touto metodou, pak se test jmenuje IS900-RFLP.
K jejímu provedení je potřeba velké množství DNA, tím se liší od novějších metod, kde je zapotřebí třeba i jediné molekuly DNA. Jinými slovy pro tuto metodu je třeba předchozí kultivace MAP (trvá 3 měsíce i déle), kdežto novější metody se provádí přímo z infikovaného materiálu (výsledek je znám ihned).
Variable Number Tandem Repeat (VNTR) je název pro úseky genomu, kde se opakuje stejná sekvence krátkých nukleotidů za sebou a to v neměnném pořadí (tandem). Při čtení úseků DNA získaných z terénní vzorků se zjišťuje, zda mají VNTR typickou pro MAP.
Sekvenci krátkých nukleotidů (9-100 bp.) se říká minisatelity. Minisatelity jsou v jednotlivých fragmentech DNA nalezeny v různém počtu, například tři za sebou, pět za sebou atd. Opakující se DNA tvoří značné procento DNA (u lidí 40%). Opakující se tandemy jsou pro průkaz MAP typické.
Mycobacterial Interspersed Repetitive Unit (MIRU) je metoda, která zkoumá opakující se fragmenty řetězce DNA o počtu 40-100bp. (minisatelity). Opakující se minisatelity, které však nejsou za sebou, ale v různých částech řetězce, jsou typické pro MAP. Je zdokumentováno 18 míst na DNA, kde se minisatelity vyskytují. Shoda mezi genotypem K10 a vyšetřovaným vzorkem se považuje za přímý průkaz MAP.
Existuje kombinovaná metoda VNTR-MIRU, kdy se zkoumají všechny minisatelity, jak ty tandemové tak ty rozprostřené po celé DNA, vzájemnou kombinací se upřesní výsledek (zvýší se specificita testu).
Multilocus Short Sequence Repeats (MLSSR) je metoda, která zkoumá opakující se fragmenty řetězce DNA o počtu 2-5bp. (mikrosatelity), které jsou umístěny na více místech. Mikrosatelity jsou mnohem kratší než minisatelity, zato se opakují častěji, tedy 2 až 50 krát v jednom lokusu (útržku DNA). Pokud bychom měli k dispozici celý genom, opakovali by se v něm řádově v tisícovkách lokusů.
U MAP bylo identifikováno 185 mono, di a trinukleotidových mikrosatelitů, které se opakují na různých částech genomu, z toho 78 je považováno za zcela specifických a pro MAP nezaměnitelných.